# Джепіу
Джепіу (рум. Gepiu) — село у повіті Біхор в Румунії. Адміністративний центр комуни Джепіу.
Село розташоване на відстані 434 км на північний захід від Бухареста, 18 км на південний захід від Ораді, 138 км на захід від Клуж-Напоки, 137 км на північ від Тімішоари.

## Населення
За даними перепису населення 2002 року у селі проживали 1130 осіб.
Національний склад населення села:
| Національність | Кількість осіб | Відсоток |
| -------------- | -------------- | -------- |
| румуни         | 920            | 81,4%    |
| цигани         | 191            | 16,9%    |
| угорці         | 18             | 1,6%     |

Рідною мовою назвали:
| Мова      | Кількість осіб | Відсоток |
| --------- | -------------- | -------- |
| румунська | 924            | 81,8%    |
| циганська | 190            | 16,8%    |
| угорська  | 15             | 1,3%     |